# Хадем Бек Талыш
Хадем Бек Талыш (тал. Hadim Bek Tološ / Хадим Бек Толош,перс. خادم بیگ تالش‎; ум. 1514) — суфий и военачальник талышского происхождения, служившим ордену Сефевидов, а затем династии, основанной этим орденом, то есть династии Сефевидов. Хадем Бек был вассалом Султана Али Сефеви и его брата Исмаила Мирзы, когда они были детьми и важным советником шаха Исмаила.
Погиб в Чалдыранской битве.

## Карьера
Хадем Бек участвовал во многих кампаниях шаха Исмаила, особенно в кампании против арабского Ирака. В 1508 году шах завоевал Багдад и назначил его первым губернатором Багдада и всей провинции, в обязанности которого входило наблюдение за святыней Кербела. До того, как стать губернатором Багдада, он был Амир-э Диваном (позже названным Диван-бейги) т.е. главным судьёй Сефевидской империи.

## Семья
Ядегар Али Султан Талыш, внук Хадем Бека, на короткое время стал Халифатом аль-Хулафа (управляющий делами ордена Сефевийе) в 1626–1627 годах, и ему наследовал его сын Бадр Хан Султан Талыш.